# Unai Apeztegia
Unai Apeztegia Petrirena, llamado Apeztegia (nacido en Ituren, Navarra el 13 de enero de 1975), es un pelotari español de pelota vasca en la modalidad de mano.
Paso a profesionales tras ser campeón de Navarra individual en 1993 y campeón de la Copa del Mundo en 1995. Ya en profesionales en su palmarés destaca la txapela de parejas de 2ª categoría en 1999 y el subcampeonato en el Manomanista de 2ª en 2002.

## Final del manomanista de 2ª Categoría
| Año  | Campeón | Subcampeón | Tanteo | Frontón   |
| ---- | ------- | ---------- | ------ | --------- |
| 2002 | Pascual | Apeztegia  | 22-18  | Atano III |